# Rao-Rao Lombang
Rao-Rao Lombang is een bestuurslaag in het regentschap Mandailing Natal van de provincie Noord-Sumatra, Indonesië. Rao-Rao Lombang telt 648 inwoners (volkstelling 2010).